# Bolt (Wirginia Zachodnia)
Bolt – jednostka osadnicza w Stanach Zjednoczonych, w stanie Wirginia Zachodnia, w hrabstwie Raleigh.